# Manan
Manan (Man-án, también escrito Mannan) es un nombre con raíces Celtas. Manan tiene como significado “un nuevo comienzo” , “mañana”, o “nuevo día”, “oportunidad. el nombre da a entender sentimientos positivos hacia una oportunidad, o inicio fresco. 

## En cultura celta
De acuerdo con una leyenda popular del Folklore irlandés, el Gigante Boulder, el nombre del héroe de la leyenda es Manan. Manan salvó una villa Irlandesa de la destrucción al poner un gigante de piedra bloqueando el mar impidiendo que los habitantes del pueblo se ahogasen; los habitantes del pueblo después nombraron a cada uno de los jefes de sus clanes  MANAN, esto título significaba Honor, Fortaleza y Grandeza.

## En otras culturas
El nombre Manan puede también ser de origen Persa y es dado a hombres. El significado de Manan comprende la noción de las ideas de la conciencia, mente y alma. Este nombre insinúa las cualidades de seriedad, sensibilidad y consideración. 